# جغرافيا كوريا الشمالية
| \| \|                           | |
| القارة                          | آسيا |
| المنطقة                         | شرق آسيا |
| إحداثيات جغرافية                | 40°00′N 127°00′E |
| المساحة                         | 120,540 كم² (98) |
| الشريط الساحلي                  | |
| الحدود الأرضية                  | |
| الدول المجاورة وطول الحدود معها | الحدود الأرضية: 1,673 كـم (1,040 ميل) الصين: 1,416 كـم (880 ميل) كوريا الجنوبية: 238 كـم (148 ميل) روسيا: 19 كـم (12 ميل) |
| أعلى نقطة                       | 2,744 متر جبل بايكدو |
| أدنى نقطة                       | 0 متر بحر اليابان |
| فرق التوقيت                     | |
|                                 | |

جغرافيا كوريا الشمالية تقع كوريا الشمالية في منطقة شرق آسيا في النصف الشمالي من شبة الجزيرة الكورية. تمتلك كوريا الشمالية حدود مشتركة مع ثلاثة دول مع الصين على طول نهر أمنوك Amnok ومع روسيا على طول نهر دومان ومع كوريا الجنوبية على طول المنطقة الكورية المنزوعة السلاح. يقع البحر الأصفر وخليج كوريا على الساحل الغربي للبلاد أما بحر اليابان فيقع على الساحل الشرقي.
تبلغ مساحة كوريا الشمالية 120,540 كم² منها 120,410 كم² يابسة و 130 كم² مياه. أما حدودها المشتركة فتبلغ 1,673 كم منها 1,416 حدود مشتركة مع الصين و238 كم مع كوريا الجنوبية و19 كم مع روسيا.

## الثروات واستخدام الأراضي
تشمل ثروات كوريا الشمالية الطبيعية على: فحم والنفط ورصاص وتنغستن والزنك وجرافيت ومغنسيت وخام الحديد ونحاس وذهب بورطيس وملح وفلورسبار والطاقة الكهرومائية.

### استخدام الأراضي
| الأراضي الصالحة للزراعة:   | %14 |
| المحاصيل الدائمة :         | %2  |
| المراعي الدائمة :          | %0  |
| الغابات والغابات الحرشية : | %60 |
| أخرى:                      | %23 |
| [ 1 ]                      |     |

الأراضي المروية: 14,600 كم² 

## وصلات خارجية
- North Korea Uncovered, (North Korea Google Earth), a comprehensive mapping of North Korea on جوجل إيرث